# Tungeholmen
Tungeholmen est une île norvégienne du comté de Hordaland appartenant administrativement à Bømlo.

## Description
Rocheuse et couverte d'une légère végétation à l'exception de ses côtes désertiques, à fleur d'eau, elle s'étend sur environ 152 m de longueur pour une largeur approximative de 71 m.